# Never Gone Tour
Never Gone Tour fue una gira de conciertos realizada por la boyband estadounidense Backstreet Boys durante el año 2005.
La misma incluía todas las canciones de su quinto álbum, Never Gone, y todas sus canciones del Hits del 2001 Chapter One, Esta fue la última gira con Kevin Richardson, quien dejó la banda en junio del 2006 para dedicarse a otros intereses.

## Teloneros
- The Click Five (algunas fechas en Norteamérica)
- Jonas Brothers (algunas fechas en Norteamérica)
- Kaci Brown (algunas fechas en Norteamérica)
- Seminole County (algunas fechas en Norteamérica)
- Jesse McCartney (algunas fechas en Norteamérica)
- Kate Alexa (Australia)
- Sonji (Alemania)

## Fase de Estados Unidos y Canadá, 2005
- 22 de julio - Sound Advice Amphitheatre - West Palm Beach, Florida, Estados Unidos
- 23 de julio - Ford Amphitheatre - Tampa, FL, Estados Unidos
- 24 de julio - Gwinnett Arena - Atlanta, Georgia, Estados Unidos
- 26 de julio - Tower City Theater - Cleveland, Ohio, Estados Unidos
- 27 de julio - Radio City Music Hall - Nueva York, Nueva York, Estados Unidos
- 29 de julio - Borgata Hotel Spa and Casino - Atlantic City, Nueva Jersey, Estados Unidos
- 30 de julio - Jones Beach Amphitheater - Wantagh, NY, Estados Unidos
- 31 de julio - PNC Bank Arts Center - Holmdel, NJ, Estados Unidos
- 2 de agosto - Molson Amphitheatre, Toronto, ON, Canadá
- 3 de agosto - DTE Energy Music Theatre - Detroit, Míchigan, Estados Unidos
- 4 de agosto - Darien Lakes Amphitheatre - Búfalo, NY, Estados Unidos
- 6 de agosto - Nissan Pavilion - Washington D. C., Estados Unidos
- 7 de agosto - Saratoga Performing Arts Center - Saratoga Springs, NY, Estados Unidos
- 9 de agosto - Meadows Music Theater - Hartford, Connecticut, Estados Unidos
- 10 de agosto - Cumberland County Civic Center - Portland, Maine, Estados Unidos
- 12 de agosto - Hersheypark Stadium - Hershey, PA, Estados Unidos
- 13 de agosto - Susquehanna Bank Center - Camden, Nueva Jersey, Estados Unidos
- 14 de agosto - Comcast Center, Boston, Massachusetts, Estados Unidos
- 16 de agosto - Riverbend Music Center - Cincinnati, OH, Estados Unidos
- 17 de agosto - Post-Gazette Pavilion - Pittsburgh, PA, Estados Unidos
- 19 de agosto - Lakeside Pavilion at Northerly Island, Chicago, Illinois, Estados Unidos
- 20 de agosto - Target Center - Mineápolis, MN, Estados Unidos
- 21 de agosto - Sandstone Amphitheater - Bonner Springs, Kansas, Estados Unidos
- 25 de agosto - Verizon Wireless Amphitheatre, Irvine, California, Estados Unidos
- 26 de agosto - Dodge Theater - Phoenix, Arizona, Estados Unidos
- 27 de agosto - Mandalay Bay Events Center - Las Vegas, Nevada, Estados Unidos
- 30 de agosto - Sleep Train Pavilion - Concord, CA, Estados Unidos
- 31 de agosto - Sleep Train Amphitheatre - Wheatland, CA, Estados Unidos
- 2 de septiembre - The Amphitheater at Clark County - Ridgefield, Washington, Estados Unidos
- 3 de septiembre - General Motors Place - Vancouver, Columbia Británica, Canadá
- 4 de septiembre - Prospera Place - Kelowna, CB, Canadá
- 5 de septiembre - Pengrowth Saddledome - Calgary, AB, Canadá
- 7 de septiembre - MTS Centre - Winnipeg, MB, Canadá
- 10 de septiembre - Kitchener Memorial Auditorium Complex - Kitchener, ON, Canadá
- 11 de septiembre - John Labatt Centre - London, ON, Canadá
- 12 de septiembre - Scotiabank Place - Ottawa, ON, Canadá
- 13 de septiembre - Bell Centre - Montreal, QC, Canadá

## Fase de Europa, 2005
- 28 de septiembre - Ericsson Globe - Estocolmo, Suecia
- 29 de septiembre - Oslo Spektrum - Oslo, Noruega
- 2 de octubre - Hartwall Areena - Helsinki, Finlandia
- 4 de octubre - Gigantium - Aalborg, Dinamarca
- 5 de octubre - Color Line Arena - Hamburgo, Alemania
- 6 de octubre - Messehalle - Erfurt, Alemania
- 8 de octubre - Schleyerhalle - Stuttgart, Alemania
- 9 de octubre - Hallenstadion - Zúrich, Suiza
- 10 de octubre - Mediolanum Forum - Assago, Italia
- 12 de octubre - Ahoy Rotterdam - Róterdam, Holanda
- 13 de octubre - SAP Arena - Mannheim, Alemania
- 14 de octubre - Olympiahalle - Múnich, Alemania
- 16 de octubre - Max-Schmeling-Halle - Berlín, Alemania
- 17 de octubre - Konig Pilsener Arena - Oberhausen, Alemania
- 18 de octubre - Forest National - Bruselas, Bélgica
- 20 de octubre - Wembley Arena - Londres, Reino Unido
- 21 de octubre - Wembley Arena - Londres, Reino Unido
- 23 de octubre - Point Theatre - Dublín, Irlanda
- 25 de octubre - National Exhibition Centre - Birmingham, Reino Unido
- 26 de octubre - Manchester Evening News Arena - Mánchester, Reino Unido
- 29 de octubre - TUI Arena - Hanóver, Alemania
- 30 de octubre - Lanxess Arena - Colonia, Alemania
- 31 de octubre - Messe Freiburg - Friburgo de Brisgovia, Alemania
- 2 de noviembre - Futurshow Station - Bolonia, Italia
- 5 de noviembre - Nuremberg Arena - Núremberg, Alemania
- 8 de noviembre - Palau Municipal d'Esports - Badalona, España
- 9 de noviembre - Palacio de Deportes de la Comunidad de Madrid - Madrid, España
- 11 de noviembre - Pavilhão Atlântico - Lisboa, Portugal

## Fase de Asia y Australia, 2006
- 7 de enero - Tokyo Dome - Tokio, Japón
- 8 de enero - Tokyo Dome - Tokio, Japón
- 10 de enero - Nagoya Rainbow Hall - Nagoya, Japón
- 12 de enero - Osaka Dome - Osaka, Japón
- 14 de enero - Olympic Stadium - Seúl, Corea del Sur
- 16 de enero - Capital Indoor Stadium - Pekín, China
- 18 de enero - Shanghai Indoor Stadium - Shanghái, China
- 20 de enero - Araneta Coliseum - Manila, Filipinas
- 22 de enero - Impact Arena - Bangkok, Tailandia
- 24 de enero - Suntec Singapore International Convention and Exhibition Centre - Singapur
- 28 de enero - Brisbane Entertainment Centre - Brisbane, Australia
- 30 de enero - Sídney Entertainment Centre - Sídney, Australia
- 1 de febrero - Adelaide Entertainment Centre - Adelaida, Australia
- 2 de febrero - Rod Laver Arena - Melbourne Australia

## Setlist
- Video Introducción

Acto 1
1. The Call
2. My Beautiful Woman
3. More Than That
4. Climbing the Walls
5. Shape Of My Heart

- (Video: Millennium), (contiene partes de la canción Don't want you back)

Acto 2
1. The One
2. I Still...
3. I Want It That Way
4. Show Me The Meaning Of Being Lonely
5. Larger Than Life
6. Siberia

- (Video: We've Got It Goin' On)

Acto 3
1. All I Have To Give
2. As Long As You Love Me
3. I'll Never Break Your Heart
4. Just Want You to Know
5. Crawling Back to You
6. Quit Playing Games (With My Heart)

- (Video: Never Gone)

Acto 4
1. Weird World
2. Drowning
3. Incomplete

- Encore:

1. Everybody (Backstreet's Back)

- Datos: Q1408589